# Malahide
Malahide (Iers: Mullach Íde) is een plaats in het Ierse administratieve graafschap Fingal. De plaats telt 11.596 inwoners. De plaats is het noordelijke eindstation van de DARTlijn. 

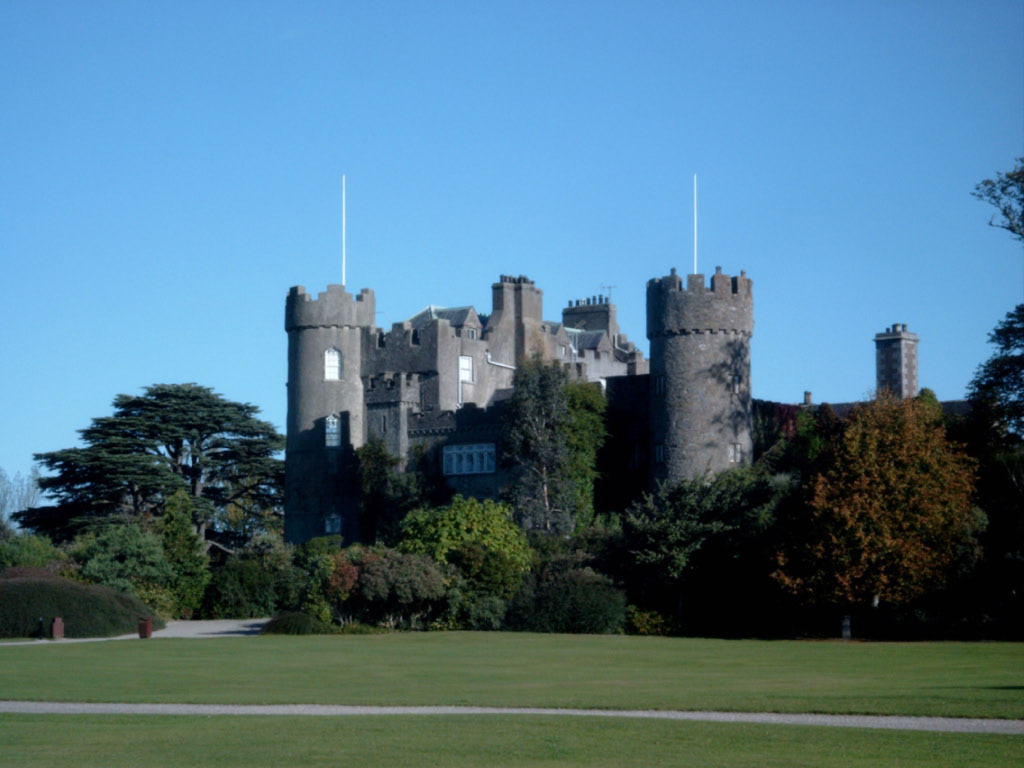
Malahide Castle